# Borna Barišić
Borna Barišić (hr ; nascut el 10 de novembre de 1992) és un futbolista professional croat que juga com a lateral esquerre al club La Liga Leganés, cedit pel club de la Süper Lig Trabzonspor i la selecció de Croàcia.
Barišić va jugar anteriorment als Rangers de la Premiership escocesa i a l'Osijek a la Prva HNL.

## Carrera de club
Barišić va néixer a Osijek, a la regió croata oriental d'Eslavònia, de pares croats bosnians. El seu pare Stipe "Moljac" Barišić prové de Galečić, mentre que la seva mare Verica (nascuda Tokić) prové de Stražbenica. Es va incorporar a l'acadèmia juvenil de l'NK Osijek el 2003, i va passar-hi vuit anys. Després de no aconseguir entrar al primer equip, Barišić es va traslladar al veí BSK Bijelo Brdo.

### Osijek
Després d'una sola temporada amb el Bijelo Brdo, Barišić va tornar a Osijek. En la seva primera temporada amb el primer equip, Barišić va disputar 23 partits a la Prva HNL, debutant el 12 de juliol de 2013 en una derrota per 3-1 davant el Dinamo Zagreb. El primer gol de Barišić per a l'Osijek va arribar el 4 d'abril de 2014 en forma d'un gol guanyador al minut 88 contra el Lokomotiva. Osijek va acabar en 8è lloc la temporada 2013-14. La temporada següent, Barišić va jugar en 28 partits, amb un gol i dues assistències del lateral esquerre, i l'Osijek va evitar el descens per poc.

### Dinamo Zagreb i Lokomotiva
Malgrat els problemes del seu club, l'actuació de Barišić amb l'Osijek la temporada 2014-15 el va fer passar al campió de la lliga, el Dinamo, amb qui va signar un contracte de cinc anys. Barišić va debutar amb el seu nou club contra el seu antic club Osijek el 19 de juliol de 2015. A finals d'agost, però, Barišić va ser cedit al club alimentador del Dinamo, el Lokomotiva. Al Lokomotiva, Barišić va fer 19 aparicions a la Lliga, amb dues assistències.

### Tornada a Osijek
Osijek van ser comprat el febrer de 2016 per l'oligarca hongarès Lőrinc Mészáros i l'empresari croat Ivan Meštrović, la primera vegada que el club passava a ser propietat privada. La nova propietat va identificar a Barišić com el tipus de jugador que volien per representar el club; jove, talentós i produït per l'acadèmia juvenil. Posteriorment, Barišić va acceptar el trasllat i va ser nomenat capità del seu club júnior. Barišić va fer el seu debut amb l'Osijek el 23 de juliol de 2016, capitanejant el club a la victòria per 2-0 sobre l'Inter Zaprešić. Barišić va jugar 32 partits a la lliga, marcant una vegada i assistint set vegades, mentre l'Osijek va acabar 4t, el seu millor resultat de lliga en gairebé 10 anys.
L'estiu de 2017, Barišić va cridar l'atenció del club ucraïnès Dynamo Kíev, i va arribar a un acord amb el club. No obstant això, a l'últim moment, el Dynamo va optar per Josip Pivarić del Dinamo Zagreb. En una entrevista a Sportske novosti l'11 d'agost, Barišić va acusar públicament el Dinamo per sabotejar el traspàs. El 22 d'agost, l'executiu del Dinamo Zagreb Zdravko Mamić va ser disparat al seu poble natal de Zidine, Bòsnia i Hercegovina. Es creia que el tiroteig era un intent d'assassinat organitzat pel clan de la màfia Čepin, del qual el pare de Barišić, Stipe, és membre.
A la classificació de la UEFA Europa League 2017-18, Barišić va marcar un penal en una victòria per 1-0 de l'Osijek davant el PSV Eindhoven. L'Osijek guanyaria l'anada local per 1-0, eliminant al PSV de la competició. Barišić va fer 22 aparicions a la lliga, marcant un gol i assistint quatre vegades, en què el club va tornar a acabar en quart lloc.

### Rangers
El 7 d'agost de 2018, Barišić va signar un contracte de quatre anys amb el Rangers escocès per 2,2 milions de lliures. Es va incorporar al club després d'haver jugat contra el Rangers a la fase de classificació de la UEFA Europa League 2018-19.
Després d'una lesió en la primera temporada, el 29 de desembre de 2019, Barišić va assistir els dos gols i va ser nomenat home del partit en una victòria per 2-1 sobre el Celtic, la primera victòria al Celtic Park per al Rangers des del 2010. El 30 de gener de 2020, va signar un nou contracte per quedar-se al club fins al 2024.
El 18 de febrer de 2021, en la seva centena aparició amb el club, Barišić va marcar un doblet des del punt de penal en una victòria a casa del Royal Antwerp per 4-3 als vuitens de final de la Lliga Europa.

### Trabzonspor
El 25 de juny de 2024, el Trabzonspor turc va anunciar que Barišić s'uniria al club amb una transferència gratuïta, signant un contracte de tres anys.

#### Cessió al Leganés
El 4 de febrer de 2025, Barišić va ser anunciat oell Leganés de la Lliga cedit per a la resta de la temporada.

## Carrera internacional
L'11 de gener de 2017, Barišić va debutar amb la selecció de Croàcia en un partit amistós contra Xile. El maig de 2018, va ser nomenat a la selecció preliminar de 32 jugadors de Croàcia per a la Copa del Món de Rússia 2018, però no va arribar als 23 finals.
El 21 de març de 2019, Barišić va marcar el seu primer gol internacional en una eliminatòria per a la UEFA Euro 2020 contra l'Azerbaidjan, que va acabar amb una victòria per 2-1 per a Croàcia. Al final de la classificació, va consolidar el seu lloc a l'onze titular de la selecció nacional.

## Palmarès
Dinamo Zagreb
- Prva HNL: 2015–16

Rangers
- Premiership escocesa: 2020–21[26]
- Copa d'Escòcia: 2021–22[27]
- Copa de la Lliga escocesa: 2023–24 ;[28] subcampió: 2019-20,[29] 2022-23[30]
- Subcampió de la UEFA Europa League: 2021–22[31]

Croàcia
- Tercer lloc de la Copa del Món de la FIFA: 2022[32]
- Subcampió de la UEFA Nations League: 2022–23

Individual
- Primer equip de l'any de la Lliga de Futbol de Croàcia : 2016-17
- Equip de l'any PFA Scotland : Premiership escocesa 2020-21[33]